# Kamillen-Mönch

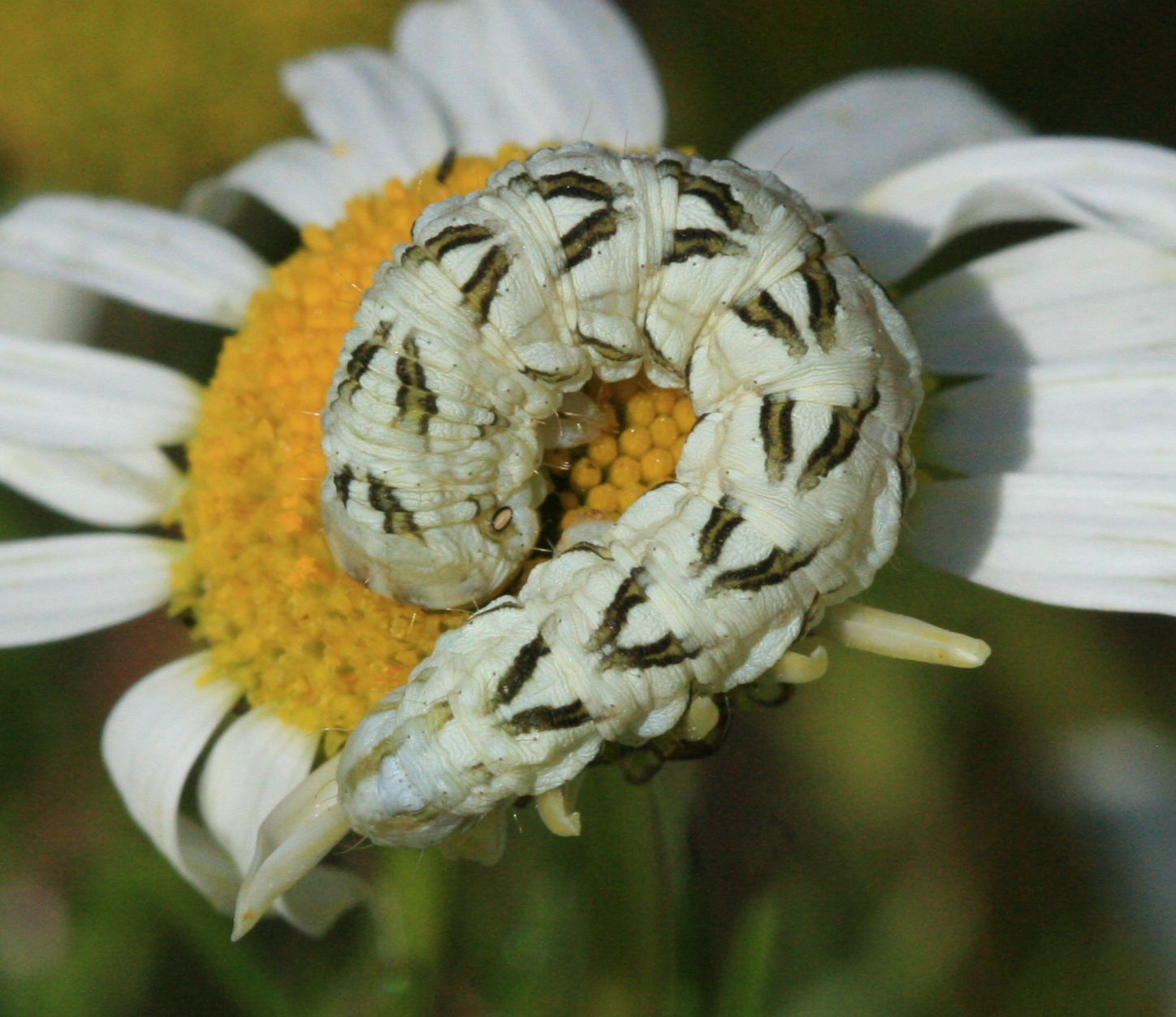
Cremefarbene Raupe

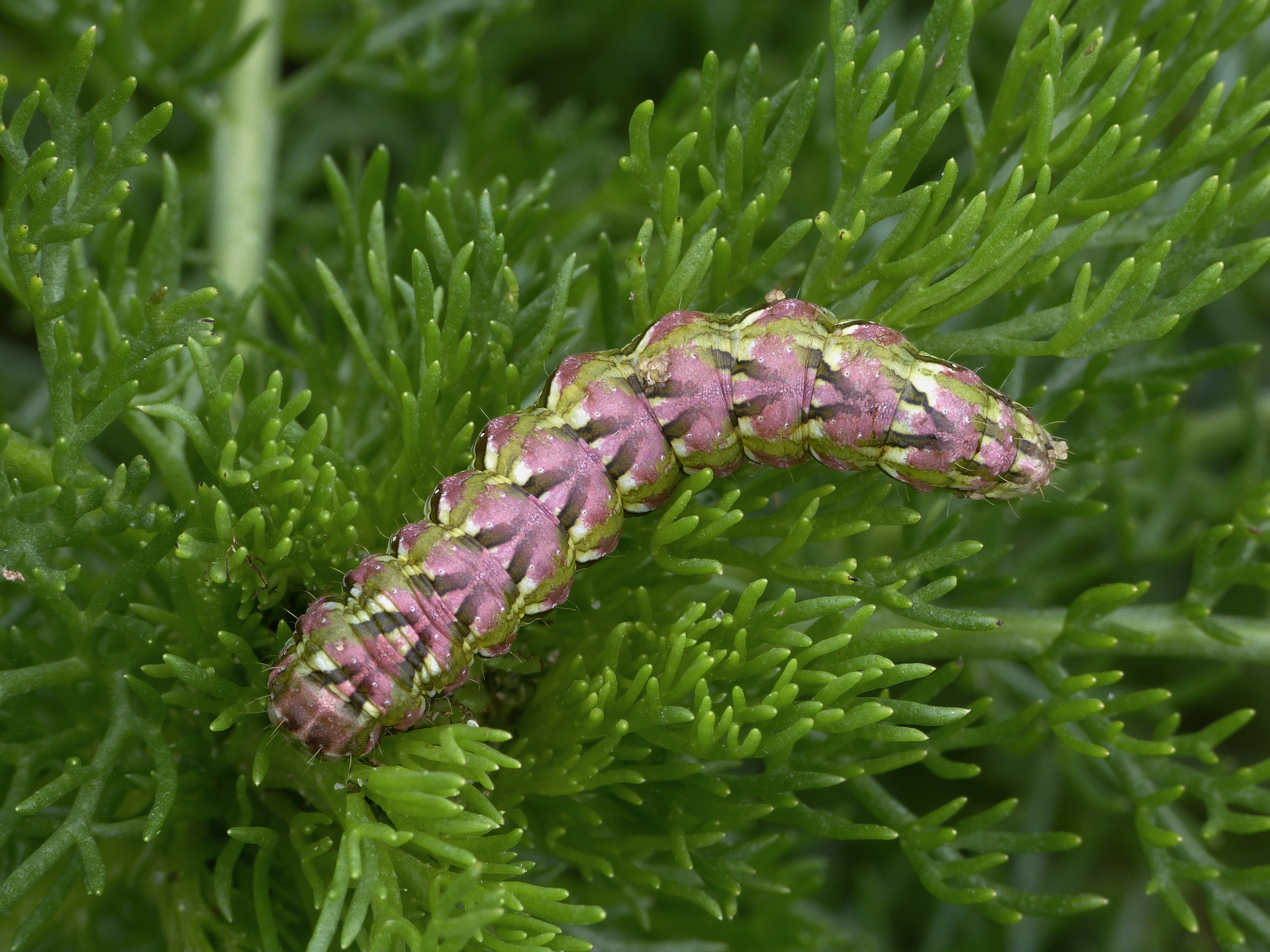
Violettfarbene Raupe

Der Kamillen-Mönch (Cucullia chamomillae), zuweilen auch Kamillen-Graumönch genannt, ist ein Schmetterling (Nachtfalter) aus der Familie der Eulenfalter (Noctuidae). Das Artepitheton bezieht sich auf die Kamille (Matricaria chamomilla), eine Nahrungspflanze der Raupen.

## Merkmale

### Falter
Die Falter erreichen eine Flügelspannweite von 41 bis 50 Millimetern. Der Vorderrand der grau bis braungrau gefärbten Vorderflügel ist dunkelbraun, an der Wurzel weiß. Makel sind undeutlich oder nicht erkennbar. Die Adern führen als dünne schwarze Striche bis zum Saum. Die Hinterflügel sind von bräunlich grauer Farbe und an der Basis leicht aufgehellt. Am Kopf befindet sich ein nach vorne gerichteter spitzer grauer bis graubrauner Haarschopf. Der Saugrüssel ist gut entwickelt.

### Ei
Das Ei ist kegelförmig, am oberen Ende abgestumpft und mit vielen Rippen überzogen. Es hat eine weiße Farbe, von der sich kleine rötlich braune Flecke abheben.

### Raupe
Erwachsene Raupen treten in verschiedenfarbigen Morphen auf. Sie zeigen auf dem Rücken breite Schrägstriche in Form eines leicht geöffneten V sowie deutliche Bogenstriche an den Seiten. Die Grundfarbe variiert von weißlich, cremefarben, grünlich, hellbraun, rotbraun oder violett bis hin zu schwärzlich. Die Stigmen sind weiß und schwarz gerandet. Der Kopf ist dunkel gefleckt.

### Puppe
Die Puppe hat eine gelblich braune Farbe. Die Rüsselscheide hebt sich deutlich ab. Der Kremaster ist flach, leicht aufgebogen und spatelförmig.

### Ähnliche Arten
- Der Schatten-Mönch (Cucullia umbratica) unterscheidet sich durch die aschgraue Farbe der Vorderflügeloberseite sowie die helleren Hinterflügel und den sehr spitzen Apex.
- Cucullia calendulae unterscheidet sich durch eine leicht ockerfarbene Überstäubung auf der Vorderflügeloberseite sowie eine durch schwarze Punkte angedeutete Ringmakel.
- Cucullia santolinae unterscheidet sich durch eine leicht bläuliche Überstäubung auf der Vorderflügeloberseite sowie eine als schwacher dunkler Bogen angedeutete Nierenmakel.
- Cucullia inderiensis ist mit einer Flügelspannweite von 29 bis 40 Millimeter stets kleiner als Cucullia chamomillae.[2]

## Verbreitung und Lebensraum
Die Art kommt nördlich bis Nordengland, Dänemark, Südschweden und Lettland, südlich bis Marokko, Algerien und Tunesien sowie auf Malta und Kreta vor. Exemplare aus Kleinasien werden der Unterart Cucullia chamomilla hackeri zugerechnet. Die östliche Verbreitung reicht bis zum Ural und Kaukasus sowie nach Tadschikistan. Der Kamillen-Mönch ist vorwiegend in sonnigen Hügelgebieten, an warmen Hängen, in Sandgruben, Steinbrüchen, am Rand von Kiesgruben, in Getreidefeldern und Ödländereien sowie in Gärten und Parklandschaften zu finden. Die Art bevorzugt Sandboden.

## Lebensweise
Die Art bildet in der Regel eine Generation im Jahr, deren Falter von März bis Juni fliegen. In seltenen Fällen erscheint im September noch eine zweite Generation. Die Falter sind dämmerungs- und nachtaktiv, besuchen jedoch nur selten künstliche Lichtquellen. Tagsüber ruhen sie gerne an Mauern oder Baumstämmen. Die Eier werden einzeln an den Blättern einer Nahrungspflanze abgelegt. Die Raupen ernähren sich überwiegend von den Blättern und Blüten verschiedener Kamillen- (Matricaria) und Hundskamillenarten (Anthemis). Sie leben zwischen Juni und August. Im Spätsommer verpuppen sie sich im Boden in einem festen Kokon, wo die Puppen überwintern und öfters überliegen.

## Gefährdung
Der Kamillen-Mönch kommt in Deutschland in den einzelnen Bundesländern in unterschiedlicher Anzahl vor und wird auf der Roten Liste gefährdeter Arten „auf der Vorwarnliste“ eingestuft. Die Art reagiert jedoch sehr schnell auf vom Menschen durch Bautätigkeit oder Nutzungsaufgabe (Brachflächen) geschaffene Ökologische Nischen.